# Roman Jientaïev
Roman Jientaïev (en russe : Роман Жиентаев), né le 30 mars 1986, est un coureur cycliste kazakh.

## Palmarès
- 2007
  - 3e du championnat du Kazakhstan de VTT
- 2009
  - 2e étape du Tour de Taïwan
  - 3e du Tour de Taïwan

## Classements mondiaux
| Année         | 2008 | 2009 | 2010 |
| ------------- | ---- | ---- | ---- |
| UCI Asia Tour | 127e | 75e  | 249e |